# Fontaneda (Andorra)
Fontaneda es un núcleo de población de la parroquia de San Julián de Loria, en Andorra. Tenía 98 habitantes en 2012.
Se encuentra en la subida del collado de la Gallina, que une San Julián de Loria con el Santuario de Canólich, y tiene la Iglesia de San Miguel de Fontaneda como su monumento más representativo. Entre sus edificaciones también destacan algunas bordas, casonas rurales de dos plantas en piedra y madera construidas para resguardar el ganado y almacenar productos agrícolas.
Su nombre procede del latín fons, fontis, "fuente" y se extiende, orientado hacia el sur, bajo la solana de Mossers. Lo cruzan el río del canal Gran de la Quera y otros arroyos próximos.
Debido a su situación montañosa (se encuentra a 1307 m s. n. m.) Fontaneda sufre un aislamiento que afecta su despoblación. Sus comunicaciones, a través del collado de la Gallina, se encuentran rodeadas por bosques y viñedos. Es una zona muy frecuentada por senderistas y cicloturistas. 

## Evolución demográfica
| Gráfica de evolución de Fontaneda entre 1984 y 2009 |
|                                                     |

## Clima
| Parámetros climáticos promedio de        | Parámetros climáticos promedio de | Parámetros climáticos promedio de | Parámetros climáticos promedio de | Parámetros climáticos promedio de | Parámetros climáticos promedio de | Parámetros climáticos promedio de | Parámetros climáticos promedio de | Parámetros climáticos promedio de | Parámetros climáticos promedio de | Parámetros climáticos promedio de | Parámetros climáticos promedio de | Parámetros climáticos promedio de | Parámetros climáticos promedio de |
| Mes                                      | Ene.                              | Feb.                              | Mar.                              | Abr.                              | May.                              | Jun.                              | Jul.                              | Ago.                              | Sep.                              | Oct.                              | Nov.                              | Dic.                              | Anual                             |
| ---------------------------------------- | --------------------------------- | --------------------------------- | --------------------------------- | --------------------------------- | --------------------------------- | --------------------------------- | --------------------------------- | --------------------------------- | --------------------------------- | --------------------------------- | --------------------------------- | --------------------------------- | --------------------------------- |
| Fuente: Atlas Climàtic Digital d'Andorra |                                   |                                   |                                   |                                   |                                   |                                   |                                   |                                   |                                   |                                   |                                   |                                   |                                   |